# Mélicourt
Mélicourt es una comuna francesa situada en el departamento de Eure, en la región de Normandía.

## Demografía
| 106 | 114 | 129 | 112 | 80 | 71 | 85 |
| Para los censos de 1962 a 1999 la población legal corresponde a la población sin duplicidades (Fuente: INSEE [Consultar]) |     |     |     |    |    |    |